# Židovský hřbitov v Michálkovicích
Židovský hřbitov v Michálkovicích se nachází na místním hřbitově v ostravském městském obvodě Michálkovice, asi 4 km severovýchodně od centra Ostravy. Vybudován byl v roce 1901. Na ploše asi 150 m² se nachází 15 náhrobků z let 1902–1923. Pohřbívalo se zde do druhé světové války.

## Galerie

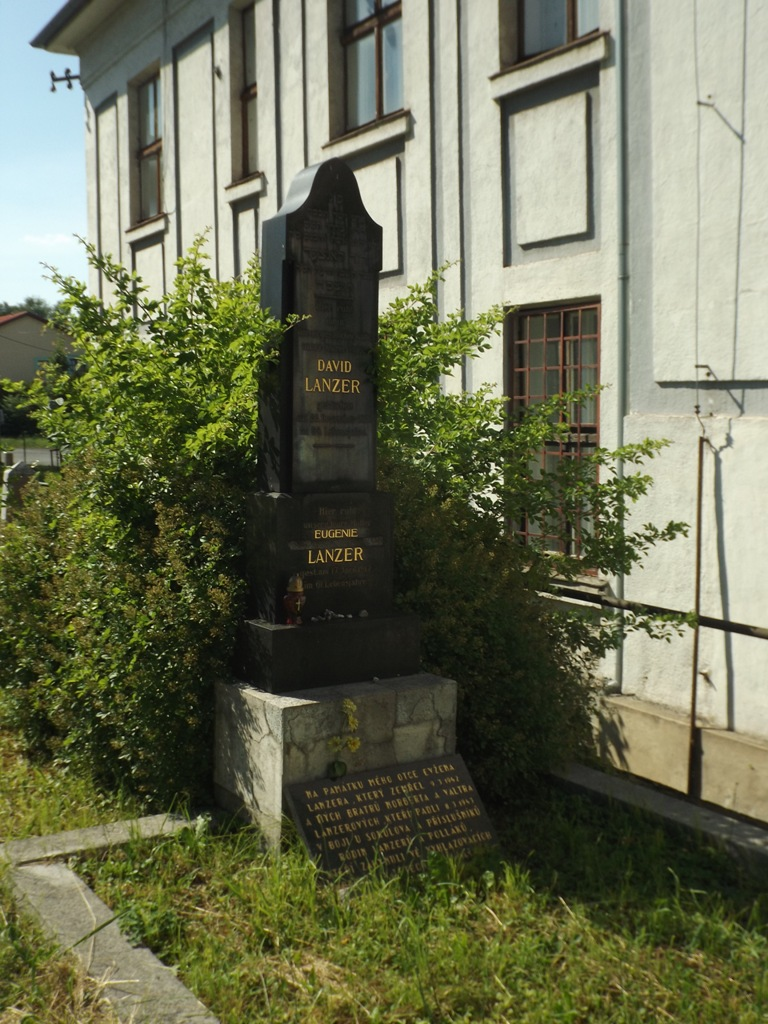
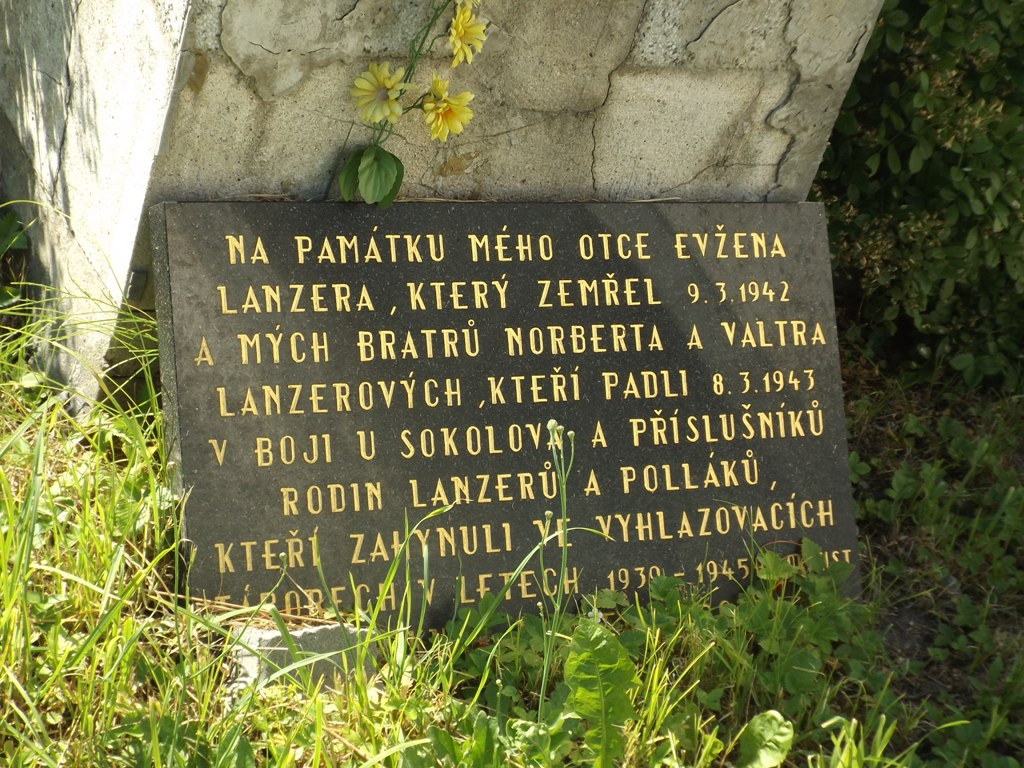
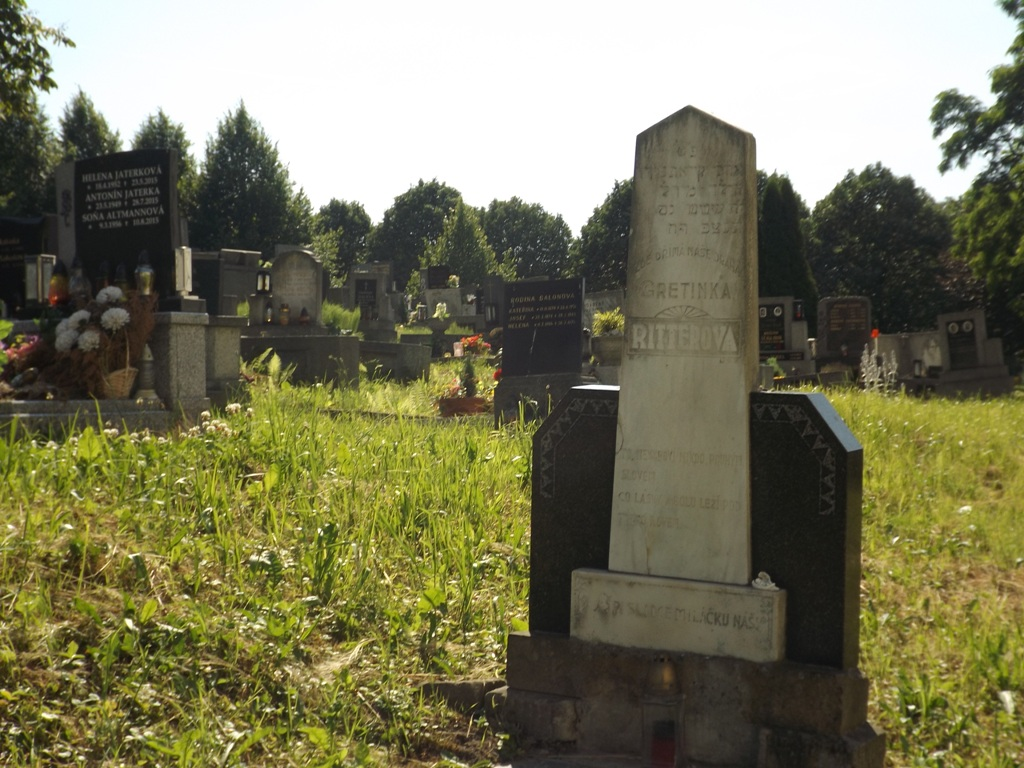
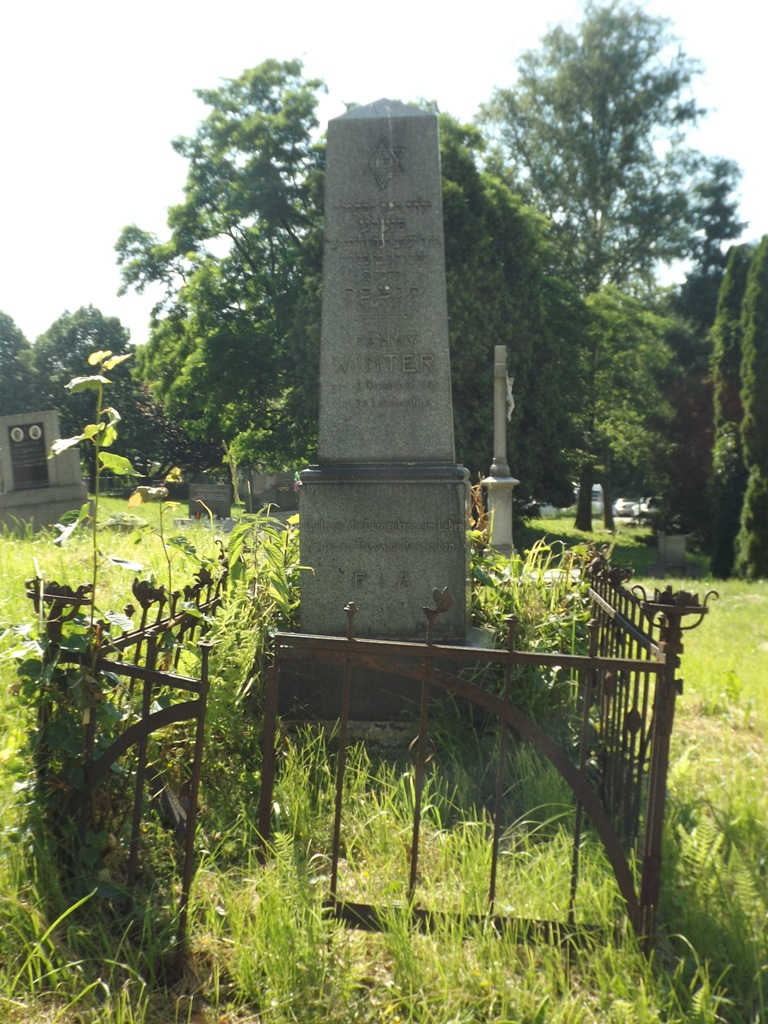
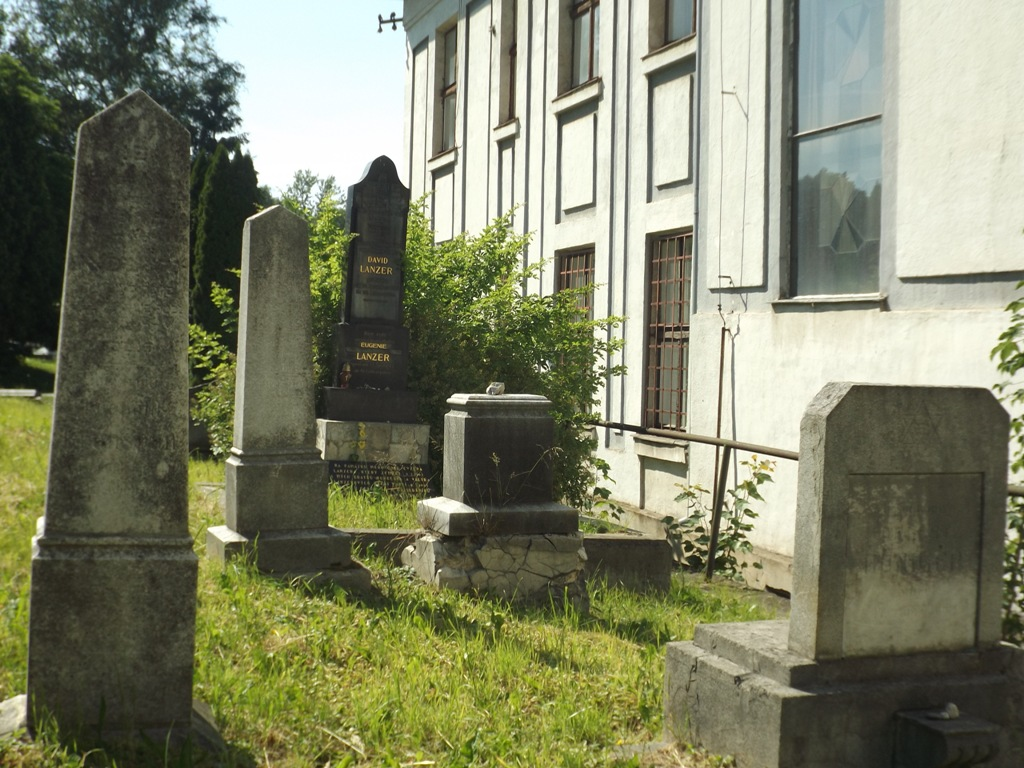

## Odkazy

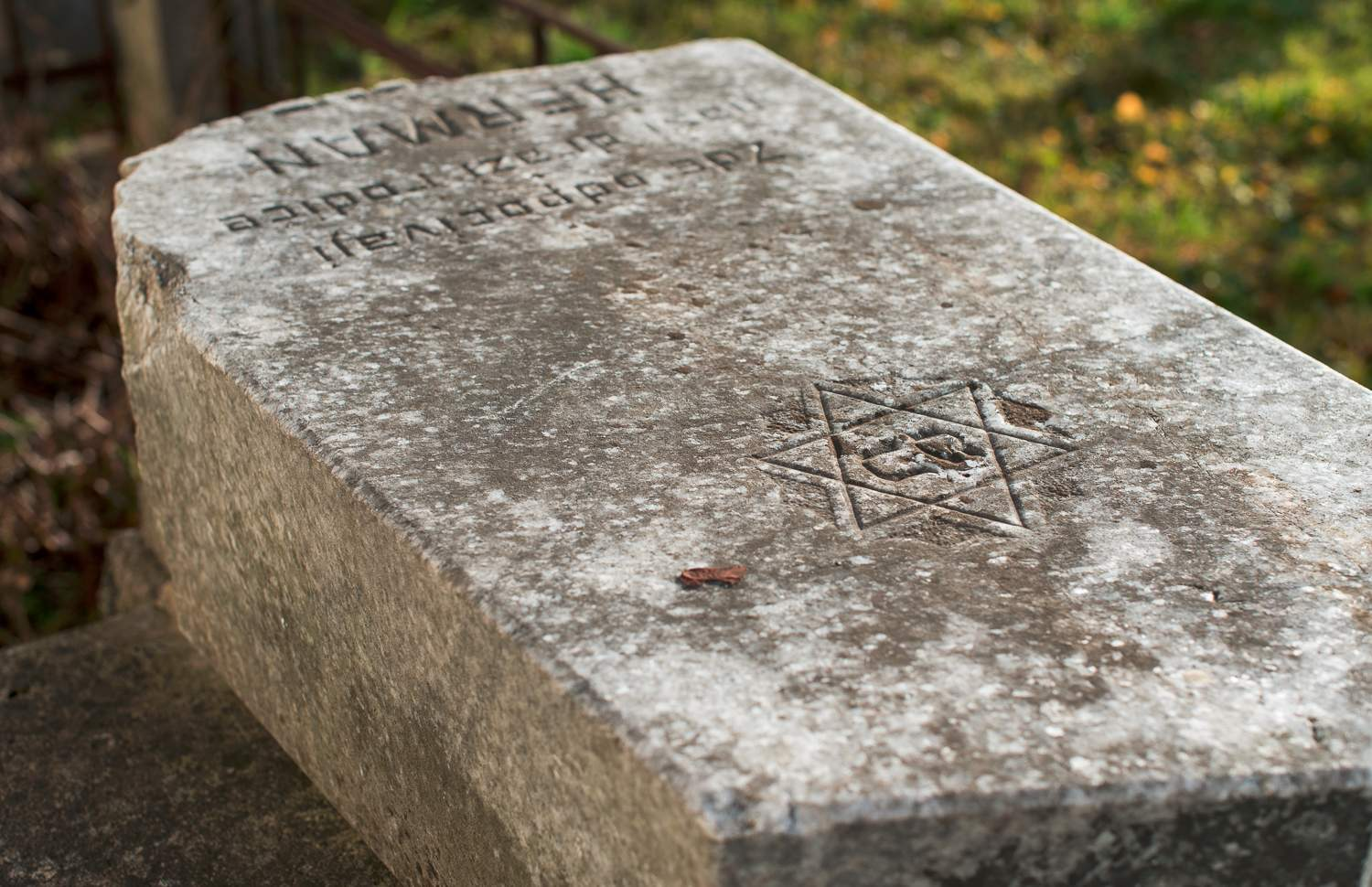
Jeden z dochovaných náhrobků na židovském hřbitově v Ostravě-Michálkovicích s vyobrazením židovské hvězdy a nápisem v češtině.